# NGC 2018
NGC 2018 est un amas ouvert associé à une nébuleuse en émission situé dans la constellation de la Table. Cet amas et cette nébuleuse sont situés dans le Grand Nuage de Magellan. NGC 2018 a été découvert par l'astronome britannique John Herschel en 1834.
Cette nébuleuse est aussi une source radio à spectre continu (Flat-Spectrum Radio Source). 